# McArthur (Ohio)
McArthur ist ein Village im Vinton County, Ohio, Vereinigte Staaten. McArthur hatte laut Volkszählung 2000 1888 Einwohner. Es ist der Bezirksamtsitz des Vinton County.

## Geschichte
Die Geschichte McArthurs reicht in das Jahr 1815 zurück, als sich Joel Sage hier niederließ und ein Gasthof eröffnete. Die Niederlassung wurde von den Bewohnern zunächst nach Ohios Gouverneur Duncan McArthur McArthurstown genannt. Ab 1851 wird der Ort nur noch McArthur genannt. Trotz der umliegenden Kohle- und Eisenerzlagerstätten sowie der durchführenden Eisenbahn entwickelte sich McArthur nur sehr langsam. 1850 lebten hier 424 Personen und 1890 nur 888 Einwohner. Immerhin gab es 1888 in McArthur eine Bank, drei Zeitungen und vier Kirchen. Zu diesem Zeitpunkt lebte die Mehrzahl der Einwohner vom Einzelhandel oder der Arbeit in Bergwerken. Obwohl es auch im 20. Jahrhundert nicht wesentlich anwuchs war es 2000 mit seinen 1888 Einwohner die größte Ortschaft von Vinton County. Etwa ein Sechstel aller Einwohner des County lebten 2000 in McArthur. Wirtschaftliche Grundlage der meisten Einwohner sind heute das Angebot von Waren und Dienstleistungen für die Landwirtschaft.

## Religion
Derzeit verfügt McArthur über 17 Kirchen.